# Lagerhaus
Lagerhaus är en heminredningsåterförsäljare som grundades 1996. 2020 fanns det 41 Lagerhaus-butiker i Sverige och 6 i Norge.  Många av produkterna är egendesignade och hittas därför enbart på Lagerhaus. Huvudkontoret ligger i Göteborg.

## Historik
Lagerhaus startade 1996 i den före detta biografen Cosmorama på Östra Hamngatan i Göteborg. 1997 öppnades andra butiken i Stockholm på Birger Jarlsgatan. Därefter har skett en expansion både inom och utom Sverige. 2018 anges att man har 42 butiker i Sverige och Norge, samt en webbshop som vänder sig till köpare i Sverige, Norge, Danmark och Finland.
2016 bytte Lagerhaus ägande inom Axel Johnson Gruppen, från Axstores till investmentbolaget Novax.
Bolaget såldes 2020 till investeringsbolaget Goodfellows Ventures och en ägarkonstellation med dåvarande VD:n Jerker Levin och familjen Yngvesson.